# Pederstrup Sogn (Viborg Kommune)
 For alternative betydninger, se Pederstrup Sogn. (Se også artikler, som begynder med Pederstrup Sogn)
Pederstrup Sogn er et sogn i Viborg Østre Provsti (Viborg Stift).
I 1800-tallet var Løvel Sogn og Pederstrup Sogn annekser til Rødding Sogn. Alle 3 sogne hørte til Nørlyng Herred i Viborg Amt. Rødding-Løvel-Pederstrup sognekommune blev ved kommunalreformen i 1970 indlemmet i Tjele Kommune, som ved strukturreformen i 2007 indgik i Viborg Kommune.
I Pederstrup Sogn ligger Pederstrup Kirke.
I sognet findes følgende autoriserede stednavne:
- Dalsgårde (bebyggelse)
- Løvelbro (bebyggelse)
- Nordmandshede (bebyggelse)
- Pederstrup (bebyggelse, ejerlav)
- Rødsø (vandareal)
- Vrå (bebyggelse, ejerlav)